# Geschützter Landschaftsbestandteil Allee an der Fürstenberger Straße
Der Geschützte Landschaftsbestandteil Allee an der L 549 liegt westlich von Meerhof im Stadtgebiet von Marsberg. Das Gebiet wurde 2008 mit dem Landschaftsplan Marsberg durch den Kreistag des Hochsauerlandkreises als Geschützter Landschaftsbestandteil (LB) ausgewiesen. Der LB liegt im östlichen Bereich Landschaftsschutzgebiet Paderborner Hochfläche.

## Beschreibung
Der Landschaftsplan führt zum LB aus: „Das Schutzobjekt besteht aus einer Allee entlang der Landesstraße 636 zwischen Meerhof und Fürstenberg, die mit der Kreisgrenze (bis auf 2 weitere Linden) endet. Sie besitzt eine große Fernwirkung und stellt das wichtigste naturnahe Landschaftselement im HSK-Teil des intensiv landwirtschaftlich geprägten und weitgehend ausgeräumten Sintfelds dar; zudem wirkt sie maßstabsbildend in einem Bereich, der ansonsten wesentlich von Windkraftanlagen und Hochspannungsleitungstrassen dominiert wird. Im östlichen Teil setzt sie sich überwiegend aus Bergahorn und Linden zusammen; westlich einer leichten Kurve im weitgehend geraden Straßenverlauf überwiegen Hybridpappeln zahlenmäßig. Diese Pappeln sind als landschaftsfremde und stärker bruchgefährdete Bäume mit der Schutzfestsetzung nicht gemeint; sie sollten vielmehr sukzessive durch Ahorn und Linde ersetzt werden. Darüber hinaus sind die Bäume erkennbar dadurch gefährdet, dass viel zu nah an die Stämme heran gepflügt wird. Hier sollte zumindest die volle Breite der Straßenparzelle (rund 9,5 m) aus der landwirtschaftlichen Nutzung ausgegrenzt werden; sinnvoll ist eine zusätzliche Beschränkung der Ackernutzung auf einen Stammabstand von mind. 2 m (besser: auf eine Linie außerhalb der durchschnittlichen Kronentrauf-Tiefe).“

## Schutzzweck
Die Ausweisung als LB erfolgte:
- Zur Erhaltung, Entwicklung oder Wiederherstellung der Leistungs- und Funktionsfähigkeit des Naturhaushaltes
- Zur Belebung, Gliederung oder Pflege des Orts- und Landschaftsbildes
- Zur Abwehr schädlicher Einwirkungen

Das LB stellt, wie die anderen LBs im Landschaftsplangebiet, einen herausragenden Lebensraum für die ökologischen Leistungsfähigkeit des Naturhaushaltes dar. Dient ferner als landschaftsgliederndes und -belebendes Element. Die Ausweisung dient der Abwehr realer oder potenzieller schädlicher Einwirkungen durch Pflanzenentnahme, Relief- oder Gewässerveränderungen usw.